# Ácido 3-hidroxinaftaleno-2,7-dissulfônico
Ácido 3-hidroxinaftaleno-2,7-dissulfônico, ácido 2-naftol-3,6-dissulfônico ou ácido 2-hidroxinaftaleno-3,6-dissulfônico é o composto orgânico, de fórmula química C10H8O7S2 e massa molecular 304,3. É classificado com o número CAS 148-75-4, CBNumber CB2909992, MOL File 148-75-4.mol e EINECS 205-724-2. Apresenta densidade de 1,816 g/cm3. É um dos chamados ácidos de letras da indústria de corantes, conhecido como "ácido R".
Seu sal dissódico, chamado "sal R", de ´formula C10H6Na2O7S2, massa molecular 348,26 e classificado com o número CAS 135-51-3, é um importante intermediário na produção de corantes, é produzido a partir do naftaleno por uma combinação de processos unitários de sulfonação, nitração, redução e hidrólise. O sal R é usado na produção de um grande número de corantes azo e pigmentos.

## Corantes diazo baseados neste ácido e no seu sal
Vários corantes são formados por acoplamento diazoico com este ácido e seu sal.
Os corantes Ponceau 2R, Bordeaux B e amaranto (vermelho para alimentos 9) são resultado do acoplamento diazoico, em meio alcalino, do ácido R com os sais de diazônio de, respectivamente, 3,4-xilidina, alfa-naftilamina e ácido naftiônico.

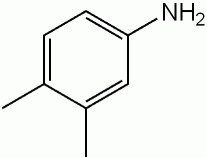
3,4-Xilidina
Ponceau 2R
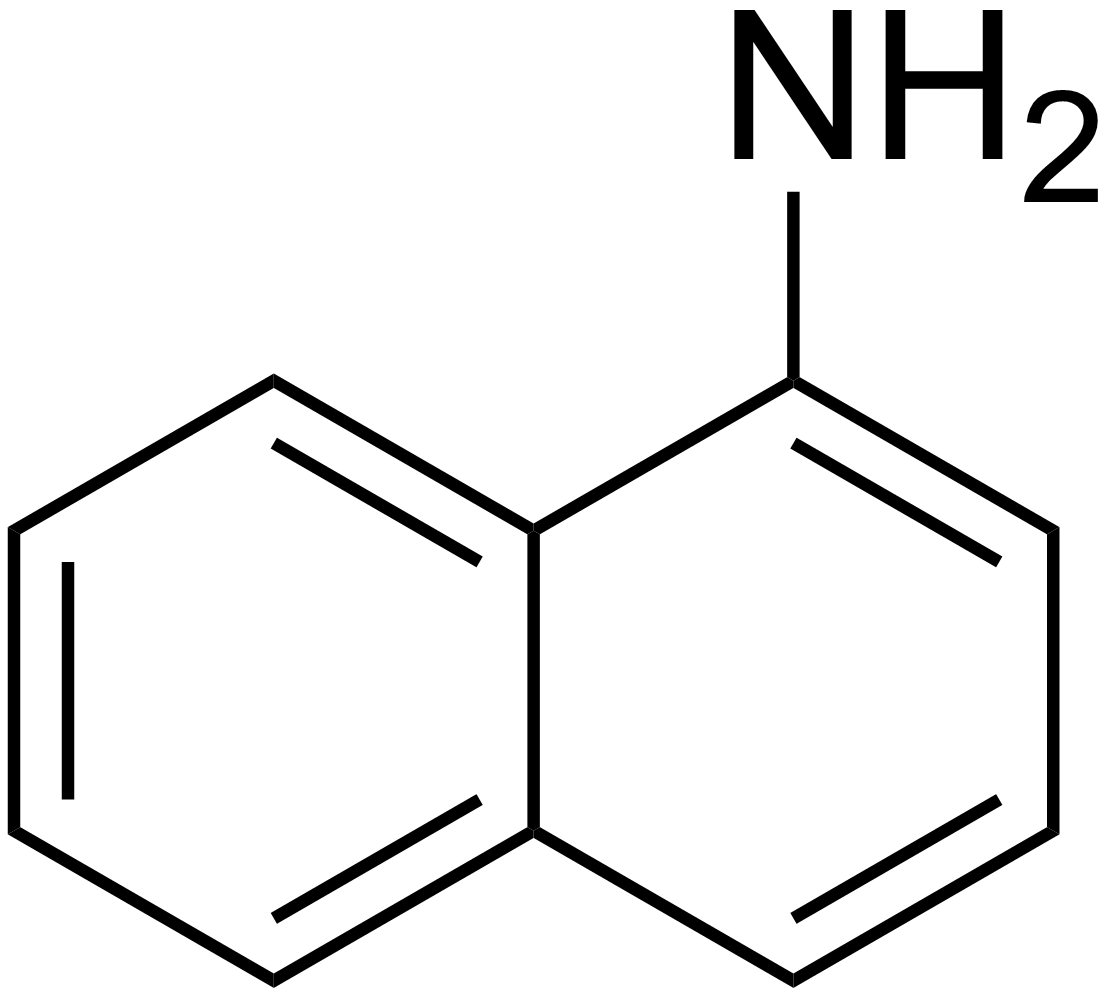
Alfa-Naftilamina
Bordeaux B
Ácido naftiônico
Amaranto

Outros corantes e pigmentos obtidos a partir desse ácido incluem:
- Corantes reativos: vermelho reativo 23.
- Corantes mordentes: preto mordente 50, vermelho mordente 44, vermelho mordente 9, azul mordente 42.
- Corantes para alimentos: vermelho para alimentos 5, vermelho para alimentos 9:1, verde para alimentos 4, verde para alimentos 4:1.
- Corantes diretos: vermelho direto 18, azul direto 80 e azul direto 9.
- Corantes ácidos: laranja ácido 134, laranja ácido 14, laranja ácido 18, preto ácido 23, preto ácido 3, preto ácido 36, vermelho ácido 112, vermelho ácido 115, vermelho ácido 150, vermelho ácido 152, vermelho ácido 17, vermelho ácido 170, vermelho ácido 23, vermelho ácido 24, vermelho ácido 26, vermelho ácido 26:1, vermelho ácido 40, vermelho ácido 27, vermelho ácido 65, verde ácido 50.
- Pigmentos: pigmento vermelho 193, pigmento vermelho 60, pigmento vermelho 61, pigmento vermelho 62.